# Mike Krüger
Mike Krüger, rodným jménem Michael Friedrich Wilhelm Krüger (* 14. prosince 1951 Ulm, Západní Německo) je německý herec, zpěvák, komik a kabaretiér, známý především ze série komedií „o dvou nosáčích“, ve kterých ztvárnil hlavní roli spolu s Thomasem Gottschalkem.

## Osobní život
Po absolvování střední školy studoval vysokou školu stavebního zaměření, kterou opustil před ukončením v roce 1975 a vydal se na uměleckou dráhu. Již za studií nahrál první hudební album Mein Gott, Walther, které se 29. srpna 1975 dostalo na 1. místo německé hitparády. Stejného úspěchu později dosáhl singl Der Nippel, který se na 1. příčku německé a rakouské hitparády prosadil v roce 1980.
Roku 1986 začal s televizním moderováním, na kanále ARD uváděl program Vier gegen Willi, poté Punkt, Punkt, Punkt na Sat.1 a Krüger sieht alles na RTL. Od roku 2007 se stal hlavní postavou programu Krügers Woche na ProSieben.
Věnuje se také producenství a scenáristice. Od roku 1976 je ženatý s manželkou Birgit Krügerovou, společně mají jednu dceru.

## Herecká filmografie – výběr
- 2008 – African Race - Die verrückte Jagd nach dem Marakunda (televizní film)
- 2008 – Das Musikhotel am Wolfgangsee (televizní film)
- 2008 – ProSieben FunnyMovie - H3: Halloween Horror Hostel (televizní film)
- 2001 – Lední medvídek
- 1999 – Voll auf der Kippe (televizní film)
- 1990 – Ein Schloß am Wörthersee (televizní seriál)
- 1989 – Die Senkrechtstarter
- 1986 – Geld oder Leber!
- 1985 – Dva nosáči a video
- 1985 – Seitenstechen
- 1984 – Dva nosáči tankují super
- 1983 – Dva supernosáči
- 1982 – Dva nosáči a rádio

## Diskografie

### Alba
- 1975: Mein Gott, Walther
- 1976: Also denn!
- 1977: Auf der Autobahn nachts um halb eins
- 1978: Stau mal wieder
- 1978: Mein Gott … Mike
- 1979: 79er Motzbeutel
- 1980: Der Nippel
- 1981: Der Gnubbel
- 1982: Morgens 1×, mittags 2× – nachts sooft es geht
- 1983: Freiheit für Grönland
- 1984: 120 Schweine nach Beirut
- 1986: Spiegelei
- 1987: Unvergängliches Muster
- 1988: Alle sprechen davon
- 1989: Ua Ua Ua
- 1991: Sweet Little 16th
- 1992: Das Taschentuch
- 1994: Das Trampolin
- 1995: Krüger’s Echte
- 1997: Rudi - mit dem gelben Nummernschild
- 1998: Mein Gott, Krüger
- 1998: Welthits aus Quickborn
- 1998: Best Of
- 1999: Country Mike und die Quickborn Cowboys
- 2001: Das Beste wo gibt
- 2001: Quickborn Country (nové vydání Country Mike)
- 2002: Alles Krüger
- 2008: Zweiohrnase
- 2010: Is´das Kunst, oder kann das weg?